# Ingeborg Reichle
Ingeborg Reichle (nacida en 1970) es una historiadora del arte y teórica de los medios de comunicación alemana. Es conocida por su trabajo y publicaciones sobre arte en la era de la tecnociencia, como en los temas de Bioarte y arte e inteligencia artificial (IA) y arte y robótica. Es profesora de Teoría de los Medios en la Universidad de Artes Aplicadas de Viena.

## Biografía
Ingeborg Reichle estudió historia del arte, sociología y arqueología clásica en la Universidad Albert Ludwig de Friburgo (1991-1993) y en la Universidad de Hamburgo (1994-1998). De 1998 a 2003 ocupó un puesto de investigación en el Departamento de Historia del Arte de la Universidad Humboldt de Berlín. De 2000 a 2002 fue también directora de proyecto del proyecto de colaboración Prometheus, financiado por el Ministerio Federal de Educación e Investigación: El archivo de imágenes digitales distribuidas para la investigación y la enseñanza (socio del proyecto de Berlín). Recibió su maestría (1998) en historia del arte de la Universidad de Hamburgo y su doctorado (2004) en historia del arte de la Universidad Humboldt de Berlín, donde también recibió su título de habilitación en historia y teoría de la cultura en 2013. De 2005 a 2011 realizó una investigación interdisciplinaria en la Academia de Ciencias y Humanidades de Berlín-Brandenburgo sobre la cultura visual en el marco del grupo de trabajo interdisciplinario "El mundo como imagen" (Die Welt als Bild) y fue coeditora de una colección de imágenes del mundo, Atlas der Weltbilder, con Christoph Markschies, Jochen Brüning y Peter Deuflhard (Akademie Verlag 2011). Antes de unirse a la facultad del Departamento de Teoría de los Medios de la Universidad de Artes Aplicadas de Viena en 2016, fue profesora de FONTE en el Departamento de Historia y Teoría Cultural de la Universidad Humboldt de Berlín.
Ingeborg Reichle es la Presidenta del Departamento de Teoría de los Medios de Comunicación de la Universidad de Artes Aplicadas de Viena (Austria), y en 2017 y 2018 fue también la Presidenta Fundadora del recién establecido Departamento de Estrategias Transdisciplinarias, donde diseñó un plan de estudios integrado para el programa de estudios de licenciatura Estrategias Transdisciplinarias: Estudios Aplicados en Arte, Ciencia, Filosofía y Desafíos Globales. 

## Líneas de investigación
Su investigación se centra en el papel de los medios de comunicación como técnicas fundamentales para mediar la realidad. Se cuestionan los aspectos estructurales, históricos y fenomenológicos de los medios, junto con sus condiciones de producción y efectos, así como las teorías contemporáneas de los medios y los campos experimentales en el arte (arte de los medios, arte digital, arte transmedia). Las cuestiones relativas a la estética, la tecnología y la historia y arqueología de los medios están en primer plano, pero también los medios sintéticos (deepfakes), así como las innovaciones que actualmente se denominan "biomedios": el encuadre tecnológico y mediático de la biología mediante técnicas de la biotecnología conduce a la intercambiabilidad del código y la materia, y abre la biología a nuevas aplicaciones de diseño, que también están entrando en el contexto del arte y el diseño como constelaciones biológicas y tecnológicas de las tecnologías de los medios. La investigación en la investigación y la enseñanza de los cambios concomitantes en los procesos artísticos y sociales desde una perspectiva interdisciplinaria tiene por objeto analizar las tendencias del arte contemporáneo (BioArt, Arte transgénico), así como los procesos sociales y económicos actuales. Se exploran las formas de producción artística, así como los discursos científicos pertinentes para permitir el desarrollo de una comprensión crítica de las funciones de los medios de comunicación y las artes en el siglo XXI. Otro campo de investigación es el surgimiento de nuevas cartografías de arte contemporáneo, que evolucionan a través del proceso de globalización y fomentan nuevas constelaciones poscoloniales en un mundo artístico cada vez más globalizado, reflejando también en una perspectiva histórica el surgimiento de los estudios de arte mundial alrededor de 1900.

## Laboratorio Abierto de la Universidad de Artes Aplicadas de Viena
En 2017 Ingeborg Reichle fundó la Clase de Laboratorio Abierto (Website (EN)) en la Universidad de Artes Aplicadas de Viena. La Clase de Laboratorio Abierto se encuentra en un entorno de aprendizaje integrador, donde los estudiantes de una variedad de disciplinas se introducen en la teoría de los biomedios, así como en un repertorio de métodos prácticos del campo de la biotecnología y el campo emergente del biodiseño. La Clase de Laboratorio Abierto es un contexto experimental abierto que combina la enseñanza académica y el conocimiento práctico aplicado a través de la experiencia: Los estudiantes adquieren un sólido conocimiento teórico y, a través de los experimentos de laboratorio, experimentan cómo se pueden vincular los métodos científicos y los enfoques creativos mediante métodos experimentales del bioarte, el biodiseño y la biotecnología. Se negocian procesos artísticos inspirados en la teoría y formas de producción orientadas al diseño, así como discursos socialmente relevantes de la producción de conocimientos del siglo XXI. Además, se pone a prueba una comprensión crítica y al mismo tiempo positiva del papel que pueden desempeñar los biomateriales y los nuevos materiales biológicos en los aspectos sociales, económicos y ecológicos del diseño y la sostenibilidad.

## Publicaciones

### Libros
Art in the Age of Technoscience: Genetic Engineering, Robotics, and Artificial Life in Contemporary Art, with an introduction by Robert Zwijnenberg. New York: Springer Verlag, 2009.  Print ISBN 978-3-211-78160-9
Kunst aus dem Labor: Zum Verhältnis von Kunst und Wissenschaft im Zeitalter der Technoscience. Vienna: Springer Verlag, 2005.  Print ISBN 978-3-211-22234-8

### Libros como editora
Ingeborg Reichle, Martina Baleva, Oliver Lerone Schultz (eds.), IMAGE MATCH: Visual Transfer, 'Imagescapes' e Intervisuality in Global Image Cultures. Munich: Fink Verlag, 2012. Print ISBN 978-3-7705-5165-1
Ingeborg Reichle, Christoph Markschies, Jochen Brüning, Peter Deuflhard (eds.), Atlas of World Views. Berlín: Akademie Verlag, 2011. Print ISBN 978-3-05-004521-4 (TOC (PDF, DE) online)
Ingeborg Reichle, Thomas Schnalke, Anita Hermannstädter (ed.), Reiner Maria Matysik: jenseits des menschen/beyond humans. Berlín: La Caja Verde, 2010.
Ingeborg Reichle, Steffen Siegel (ed.), Dimensionless pictures: Estética visual de la transgresión. Munich: Fink Verlag, 2009. Print ISBN: 978-3-7705-4801-9
Ingeborg Reichle, Steffen Siegel, Achim Spelten (eds.), Visuelle Modelle, Fink Verlag, Munich 2008. Print ISBN 978-3-7705-4632-9
Ingeborg Reichle, Steffen Siegel, Achim Spelten (eds.): Imágenes relacionadas: Las cuestiones de la ciencia de la imagen. Berlín: Kadmos Verlag, 2007 (2 ed. 2008 (PDF, DE) online).
Ingeborg Reichle, Susanne Falkenhausen, Silke Förschler, Bettina Uppenkamp (eds.), Media of Art: Gender, Metaphor, Code. Marburg: Jonas Verlag, 2004. Print ISBN 978-3-89445-337-4

### Ensayos (selección)
Ingeborg Reichle, The Infinity Engine de Lynn Hershman Leeson, en MEDIA: A Transdisciplinary Inquiry, ed. Janet Wasko y Jeremy Swartz, Chicago: Intellect/University of Chicago Press, 2020, 217-225.
Ingeborg Reichle, Teaching for the Future: Requirements for a Higher Education of the Future, en Digital Transformations: Society, Education and Work in Transition, ed. Gerald Bast, Viena: Christian Brandstätter Verlag, 2018, 207-220. Print ISBN 978-3-7106-0269-6
Ingeborg Reichle, Biología Sintética y Diseño Biológico en el Arte y la Ciencia, en Evolución en la Mano Humana? Synthetic Biology from Laboratory and Studio, ed. Sonja Kießling y Heike Catherina Mertens, Friburgo i. Br.: Herder Verlag, 2016, 77-92. Print ISBN 978-3-451-34841-9
Ingeborg Reichle, El descubrimiento del arte prehistórico y "Pinturas de bosquimanos" antes de la Primera Guerra Mundial, en pinturas rupestres: El arte arcaico en los tiempos modernos. La colección de Leo Frobenius, ed. Karl-Heinz Kohl, Munich: Prestel, 2016, 23-32. Print ISBN 978-3-9806506-8-7
Ingeborg Reichle, Biología Especulativa en las Prácticas de Bioarte, Artlink. Contemporary Art of Australia and the Asia-Pacific, número de Bio Art: Life in the Anthropocene, vol. 34, no. 3, 2014, 30-34.
Ingeborg Reichle, Vom Ursprung der Bilder und den Anfängen der Kunst: Zur Logik des interkulturellen Bildvergleichs um 1900, en IMAGE MATCH: Visueller Transfer, "Imagescapes" und Intervisualität in globalen Bildkulturen, ed. Ingeborg Reichle, Martina Baleva, and Oliver Lerone Schultz, Munich: Fink Verlag, 2012, 131-150.
Ingeborg Reichle, las reflexiones de Charles Darwin sobre la descendencia del hombre y la utilidad de las visiones del mundo para la preservación de la especie en Atlas de las visiones del mundo, ed. Christoph Markschies, Ingeborg Reichle, Jochen Brüning, y Peter Deuflhard, Berlín: Akademie Verlag, 2011, 318-332.
Ingeborg Reichle, Art in the Age of Biotechnology, en Tensions: Technological and Aesthetic (Trans)Formations of Society, ed. Reinhard Heil y Andreas Kaminski, Bielefeld: Transcript Verlag, 2007, 93-104. DOI=https://doi.org/10.14361/9783839405185 Print ISBN 978-3-8394-0518-5
Ingeborg Reichle, Der echter Tag der Schöpfung: Zu utopischen Körperentwürfen in der zeitgenössischen Kunst, in Utopischen Körper: Visionen künftiger Körper in Geschichte, Kunst und Gesellschaft, ed. Kristiane Hasselmann, Munich: Fink Verlag, 2004, 87-98. Print ISBN 978-3-7705-4068-6
Ingeborg Reichle, Remaking Eden: On the Reproducibility of Images and the Body in the Age of Virtual Reality and Genetic Engineering, en Cyberfeminism: Next Protocols, ed. Verena Kuni y Claudia Reiche, Nueva York: Autonomedia, 2004, 239-258. Print ISBN 9781570271496
Ingeborg Reichle (con Horst Bredekamp), PROMETHEUS - Das verteilte digitale Bildarchiv für Forschung und Lehre. Un concepto basado en Internet para reunir fuentes heterogéneas de conocimiento en el Departamento de Historia del Arte de la Universidad Humboldt de Berlín, Humboldt Spektrum 4/2002, 48-53.
Ingeborg Reichle, Tecnoesfera: El cuerpo y la comunicación en el ciberespacio, en acciones visuales: Investigación interdisciplinaria sobre la pragmática de las formas de representación pictórica, ed. Klaus Sachs-Hombach, Bildwissenschaft series vol. 3, Magdeburgo: Scriptum Verlag, 2001, 193-204. Print ISBN 9783931606800
Ingeborg Reichle, Kunst und Biomasse: Zur Verschränkung von Biotechnologie und Medienkunst in den 90er Jahren, Kritische Berichte, no. 1/2001, 23-33.
Ingeborg Reichle, Deleting the Body: Art and Virtual Bodies in the Digital Age: The Use of New Media in Education: Opportunities and Challenges of Cooperative Teaching and Learning, en CIHA - Trigésimo Congreso Internacional de Historia del Arte, Londres 2000, n.p.. (online (EN))
Ingeborg Reichle (con Thomas Lackner y Dorothee Wiethoff), New Media in Education: Opportunities and Challenges of Cooperative Teaching and Learning in Art History, Critical Reports, no. 3/2000, 87-90. (TOC (DE) online)